# Orica (företag)

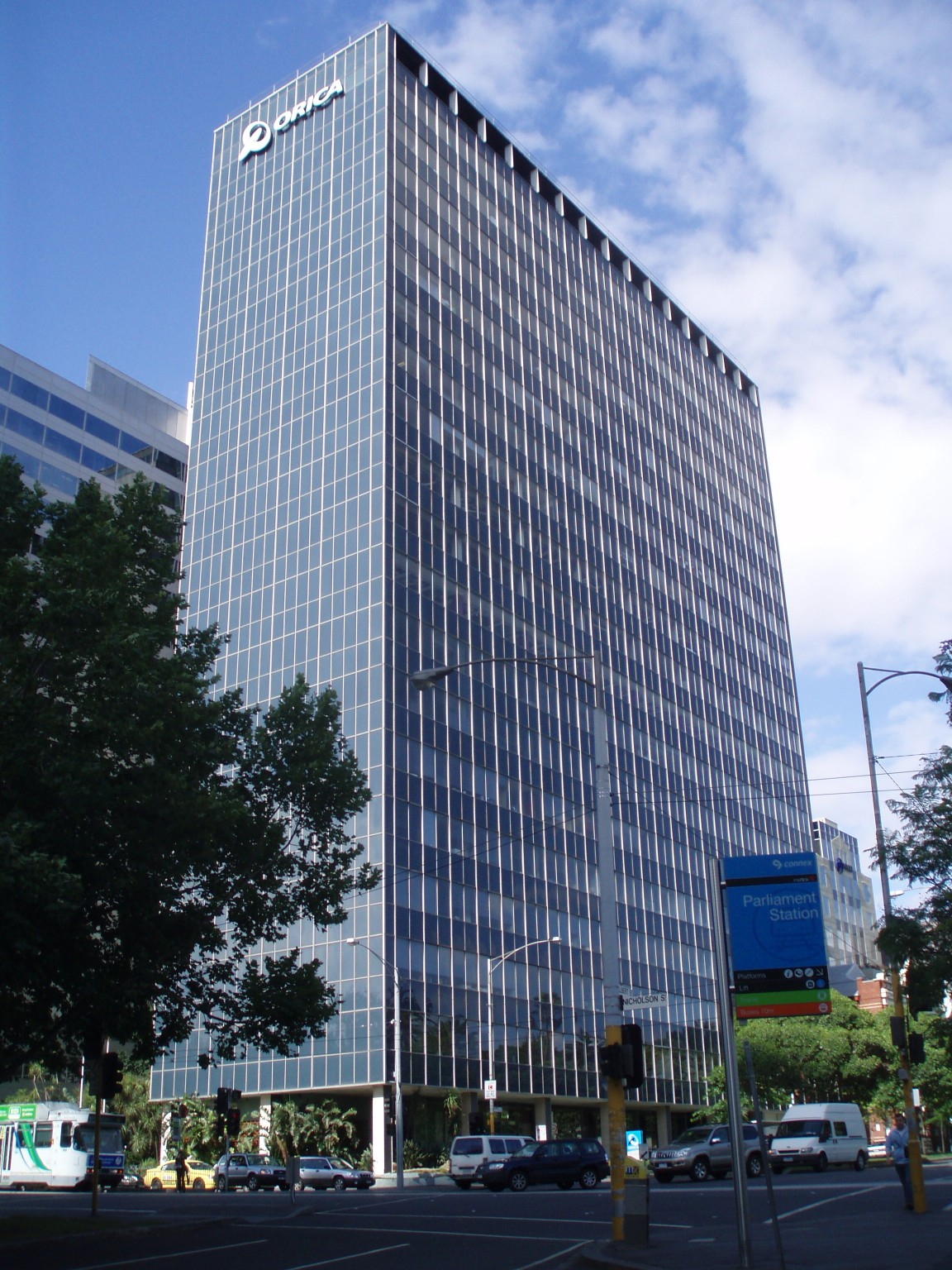
Orica House i Melbourne (2007).

Orica är ett Australien-baserat multinationellt företag som är en av världens största leverantörer av civila sprängämnen. Företagets sprängtekniska produkter används bland annat inom gruvdrift, olje- och gasutvinning samt byggnadsverksamhet. Orica är också en leverantör av natriumcyanid för guldutvinning och tjänster inom gruvdrift och tunnelbyggnad.
Orica har ungefär 11.500 anställda och verksamhet i över 100 länder. Orica är börsnoterat på Australian Securities Exchange och har sitt huvudkontor i East Melbourne. 

## Historik
Företaget grundades 1874 under namnet Jones, Scott and Co., och var då en sprängämnesleverantör under guldrushen i Victoria. Företaget köptes av skotska Nobel Industries, som 1926 slogs ihop med flera andra brittiska kemiföretag till Imperial Chemical Industries (ICI). 1928 bildades Imperial Chemical Industries of Australia and New Zealand (ICIANZ) för att handha alla ICI:s intressen i Australasien. 1971 bytte företaget namn till ICI Australia.
I juli 1997 blev ICI Australia ett fristående företag efter att moderbolaget ICI Plc sålde av sitt aktieinnehav på 62,4 procent. Med anledning av frikopplingen från brittiska ICI bytte det australiska företaget 1998 namn till Orica.
2006 köptes delar av Dyno Nobels sprängämnesverksamhet. I köpet ingick verksamheter i Sverige som ursprungligen var Alfred Nobels bolag Nitroglycerin AB. 
2010 sålde Orica av färgföretaget Dulux för att fokusera på försäljning till gruvdrift och byggnation.
I november 2014 tillkännagav Orica försäljningen av sin kemikalieverksamhet till private equity-företaget Blackstone Group. Försäljningen genomfördes 2 mars 2015 och verksamheten bytte till namnet Ixom.